# Necaxacris moctezumae
Necaxacris moctezumae är en insektsart som beskrevs av Roberts 1975. Necaxacris moctezumae ingår i släktet Necaxacris och familjen gräshoppor. Inga underarter finns listade i Catalogue of Life.